# شيريل فوستر
شيريل فوستر (بالإنجليزية: Cheryl Foster)‏ (4 أكتوبر 1980 ببانغور في المملكة المتحدة - ) هي لاعبة كرة قدم بريطانية في مركز الهجوم. شاركت مع منتخب ويلز لكرة القدم للسيدات. أما مع النوادي، فقد لعبت مع نادي ليفربول لكرة القدم للسيدات وSt Francis L.F.C. ‏ وDoncaster Rovers Belles L.F.C. ‏.

## وصلات خارجية
- شيريل فوستر على موقع الاتحاد الأوربي (الإنجليزية)
- شيريل فوستر على موقع قاعدة بيانات كرة القدم.إي يو (الإنجليزية)
- شيريل فوستر على موقع Soccerway.com (الإنجليزية)
- شيريل فوستر على موقع عالم كرة القدم.نت (الإنجليزية)
- شيريل فوستر على موقع عالم كرة القدم.نت (الإنجليزية)